# Red Flag Linux
Red Flag Linux (en xinès 红旗Linux) és una distribució de Linux desenvolupada per Red Flag Software. A 2009, el president executiu de Red Flag Software és Jia Dong (贾栋).
A més de solucions especialitzades, Red Flag Linux tenia els següents productes:
- Red Flag Asianux Server 8.0
- Red Flag HA Cluster 7.0
- Red Flag Desktop 10 (红旗Linux桌面操作系统v10.0 )
- Red Flag Desktop 11 (红旗Linux桌面操作系统v11.0 )

L'estructura interna de Red Flag Linux és molt semblant a Red Hat Linux, utilitzant un instal·lador similar.

## Història
Red Flag Linux va aparèixer per primera vegada l'agost de 1999, quan va ser creat per l'Institut d'Investigació de Programari de l'Acadèmia Xinesa de Ciències. L'ajuda financera prové del capital de risc de Shanghai NewMargin, propietat del govern. El març de 2001, Bloomberg News va informar que CCIDNET Investment, una branca de capital risc del Ministeri d'Indústria i Tecnologia de la Informació, s'havia convertit en el segon accionista de Bandera Roja.
Durant un breu enfrontament amb Microsoft el gener de 2000, en una sèrie d'un any de tensions creixents que es creu que estaven lligades a la mala gestió percebuda per part de Microsoft de la seva empresa Microsoft Venus, els ministeris del govern xinesos van rebre l'ordre de desinstal·lar Windows 2000 dels seus ordinadors a favor de Red. Marca Linux.
El gener de 2006, Red Flag Linux es va unir als laboratoris de desenvolupament de codi obert.
Una filtració d'Equation Group del 2017 va incloure eines dirigides a Red Flag Linux.

## 2014 Tancament/Reestructuració
El 10 de febrer de 2014, Red Flag Software va rescindir tots els contractes de treball i va tancar. La causa directa del tancament es va citar com el fracàs de l'Institut d'Investigació de Programari de l'Acadèmia Xinesa de Ciències en pagar una subvenció de 40 milions de iuans. L'institut va citar com a motius per no pagar la subvenció el fracàs de Bandera Roja per completar un projecte concret i la mala gestió general.
Segons un director d'investigació d'IDC a Pequín, la seva caiguda va ser el resultat de la manca de consciència de la marca i d'inversions sostingudes, juntament amb l'augment de rivals.